# Myra Hess
Pour les articles homonymes, voir Hess.
Myra Hess (Londres, 25 février 1890 – Londres, 25 novembre 1965), est une pianiste et compositrice anglaise.

## Biographie
Julia Myra Hess est née à Londres dans une famille juive. À l'âge de cinq ans, elle commence à étudier le piano et, deux ans plus tard, entre à la Guildhall School of Music, où elle étudie avec Julian Pascal et Orlando Morgan, puis remporte la médaille d'or. Elle étudie à la Royal Academy of Music auprès de Tobias Matthay dès ses douze ans et fait ses débuts à dix-sept ans, en 1907 en jouant le Concerto pour piano nº 4 de Ludwig van Beethoven et le quatrième de Camille Saint-Saëns au Queen’s Hall, sous la direction de Sir Thomas Beecham. Elle part en tournée à travers la Grande-Bretagne, les Pays-Bas et la France. Elle est aussi, indirectement, liée au jazz, ayant donné des leçons dans les années 1920 à Ivy Brubeck, la mère de Dave Brubeck. En 1908, elle apparaît pour la première fois aux Concerts Promenade, jouant le concerto en mi-bémol de Liszt avec Henry Wood, la première de 90 collaborations. Elle est ensuite la partenaire de chanteuses, Nellie Melba, Lotte Lehmann et de violonistes, Fritz Kreisler et Joseph Szigeti, et forme un duo avec Irene Scharrer. En 1912 aux Pays-Bas, elle vit l'un de ses plus grands succès, avec l'interprétation du concerto de Robert Schumann sous la direction de Wilhelm Mengelberg et effectue sa première tournée aux États-Unis et au Canada en 1922.
Pendant la Seconde Guerre mondiale, alors que toutes les salles de concerts sont fermées, elle organise chaque semaine des concerts d'après-midi à la National Gallery. En tout, Hess présenta 1 968 concerts écoutés par 824 152 personnes, invitant de nombreux artistes, et accompagnant notamment Elena Gerhardt. Elle apparaît dans le film documentaire Listen to Britain sorti en 1942.
En 1946, Arturo Toscanini invite Hess à se produire avec l'Orchestre symphonique de la NBC, à New York. Selon Mortimer Franck, biographe de Toscanini, après avoir échoué à se mettre d'accord sur les tempi pour le cinquième concerto pour piano de Beethoven, ils décident de jouer le Concerto pour piano nº 3 à la place. Elle se produit régulièrement au Carnegie Hall de 1946 à 1954 et joue avec Pablo Casals au festival de Prades en 1951 et 1952.
Myra Hess donne son dernier concert public en 1960 – le concerto en la majeur KV488 de Mozart – avant d'avoir une première attaque cardiaque. Le 25 novembre 1965, elle meurt d'une crise cardiaque à l'âge de 75 ans dans sa maison à Londres. Une blue plaque la commémore au 48, Wildwood Road au Hampstead Garden Suburb.
Hess est reconnue pour ses interprétations des œuvres de Mozart, Beethoven et Schumann, mais avait un large répertoire allant du Clavier bien tempéré de Bach, Domenico Scarlatti aux œuvres contemporaines. Elle a créé la Sonate pour piano et le Concerto pour piano de Howard Ferguson. Elle a aussi joué beaucoup de musique de chambre, notamment en duo avec Irene Scharrer.
Elle a arrangé pour piano le prélude de chorale de Jesus bleibet meine Freude issu de la cantate Herz und Mund und Tat und Leben (BWV 147) de Johann Sebastian Bach,. Clive Lythgoe, ainsi que Richard et John Contiguglia faisaient partie de ses protégés. Parmi ses élèves figurent Ann Schein et Stephen Kovacevich.
Parmi les grandes références de sa discographie, on compte les Sonates opus 109 et 110 de Beethoven, le Concerto pour piano, le Carnaval et les Études Symphoniques de Schumann.

## Publication
- (en) Myra Hess, Tobias Matthay, Recorded Sound, no 24 (1966), p. 98–101. Transcription d'une émission radio de 1947.